# 比耶尔
比耶尔（法語：Billère，法語發音：[bijɛʁ]），法国西南部城市，新阿基坦大区大西洋比利牛斯省的一个市镇，隶属于波城区，其市镇面积为4.6平方公里，2022年1月1日时人口数量为14,037人，在法国城市中排名第771位。
比耶尔位于大西洋比利牛斯省南部，波河北岸，市区位于波城西侧，是波城重要的近郊卫星城。

## 地名来源
“比耶尔”一名最初于12世纪以“Bilere”的形式被记载，其含义和具体尚有待考证。

## 历史
比耶尔建城史起于中世纪中后期，当地最早的行政区划记载出现于14世纪，彼时为波城行政区的一部分。法国大革命后，比耶尔成为大西洋比利牛斯省的一个市镇。1856年，当地建成了一处高尔夫球场。20世纪中后期以后，随着波城的城市扩张，比耶尔人口数量快速增加，其境内大部分土地得以开发利用。

## 地理

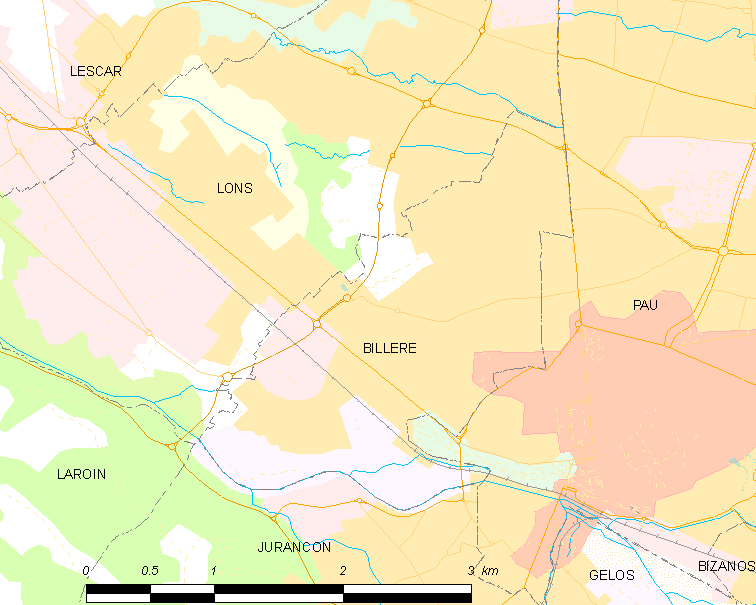
比耶尔市镇范围地图

比耶尔位于法国西南部，新阿基坦大区南部和大西洋比利牛斯省东部，距离省会波城大约3公里。与比耶尔接壤的市镇包括：瑞朗松、隆斯、波城、拉鲁万。

### 地形
比耶尔位于比利牛斯山北麓冲积地带，境内以平原为主，市镇中心地势较为平坦，全境海拔在159到205米之间。

### 水文
波河自东向西流经境内南部，该河是阿杜尔河的支流。

### 植被
比耶尔属于温带落叶林区，林地主要分布于波河北岸以及市区中东部。
在鲜花城市的评比中，比耶尔被评为3星级鲜花城市。

### 气候
比耶尔在柯本气候分类法中属于温带海洋性气候，因其纬度较低，加之受到比利牛斯山焚风作用影响，故当地气候又带有一定的地中海及亚热带特征。

## 行政区划
比耶尔是法国新阿基坦大区大西洋比利牛斯省的一个市镇，编号为64129。比耶尔隶属于波城区和大西洋比利牛斯省第一选区，管理比耶尔和瑞朗松山坡县，同时也是波城城市圈公共社区的组成部分。
比耶尔市镇被划为9个街区，并实行街区自治制度。
法国国家统计与经济研究所（简称）在进行数据统计时，将比耶尔及相邻的另外52个市镇设为波城城市核心区，并将包括核心区在内的周边共167个市镇划为波城城市区。自2020年起，波城城市区被包含228个市镇的波城城市辐射区代替。此外，还将比耶尔市镇分为了7个“块区”（IRIS），以便于统计人口分布情况。

## 交通

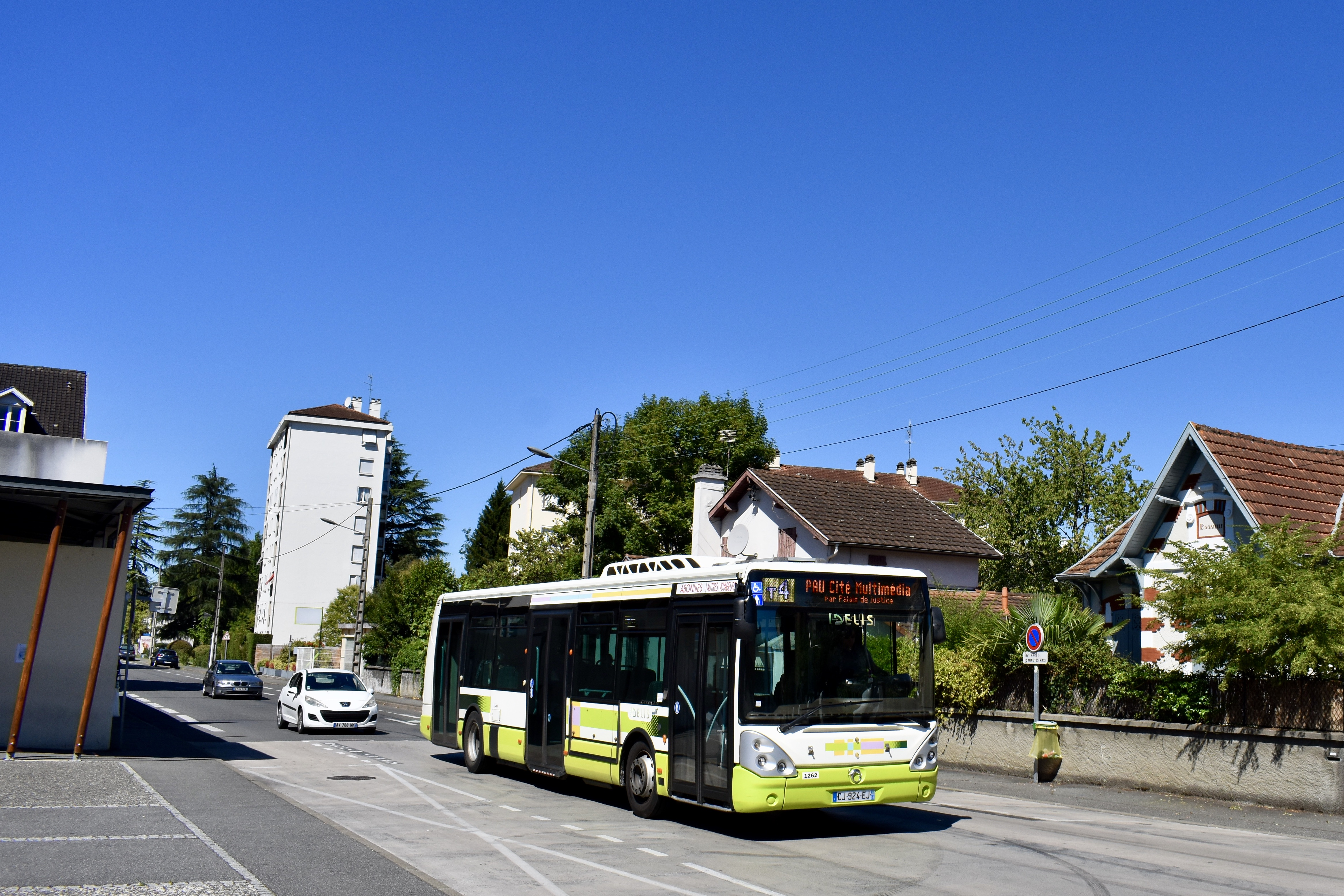
途径比耶尔的波城公交T4线

### 公路
多条大西洋比利牛斯省省道在比耶尔附近交汇，比耶尔境内大部分道路已完成城市化改造，配有照明、排水等设施。
2017年，74.4%的比耶尔家庭拥有至少一辆私人汽车。2019年，比耶尔境内共发生各类交通事故18起，造成1人遇难，28人受伤。

### 铁路
图卢兹－巴约讷铁路经过比耶尔境内但未设站点。距离比耶尔最近的铁路客运车站为波城站。

### 航空
距离比耶尔最近的民用航空站为波城机场，距离比耶尔市中心的公路里程约12公里。

### 城市公共交通
波城城市公共交通（商业名称为）是当地的城市公共交通系统。截至2021年5月，该系统下属的T3线、T4线、7路、8路、13路、节假日专线（D线）经过比耶尔市区。

## 政治

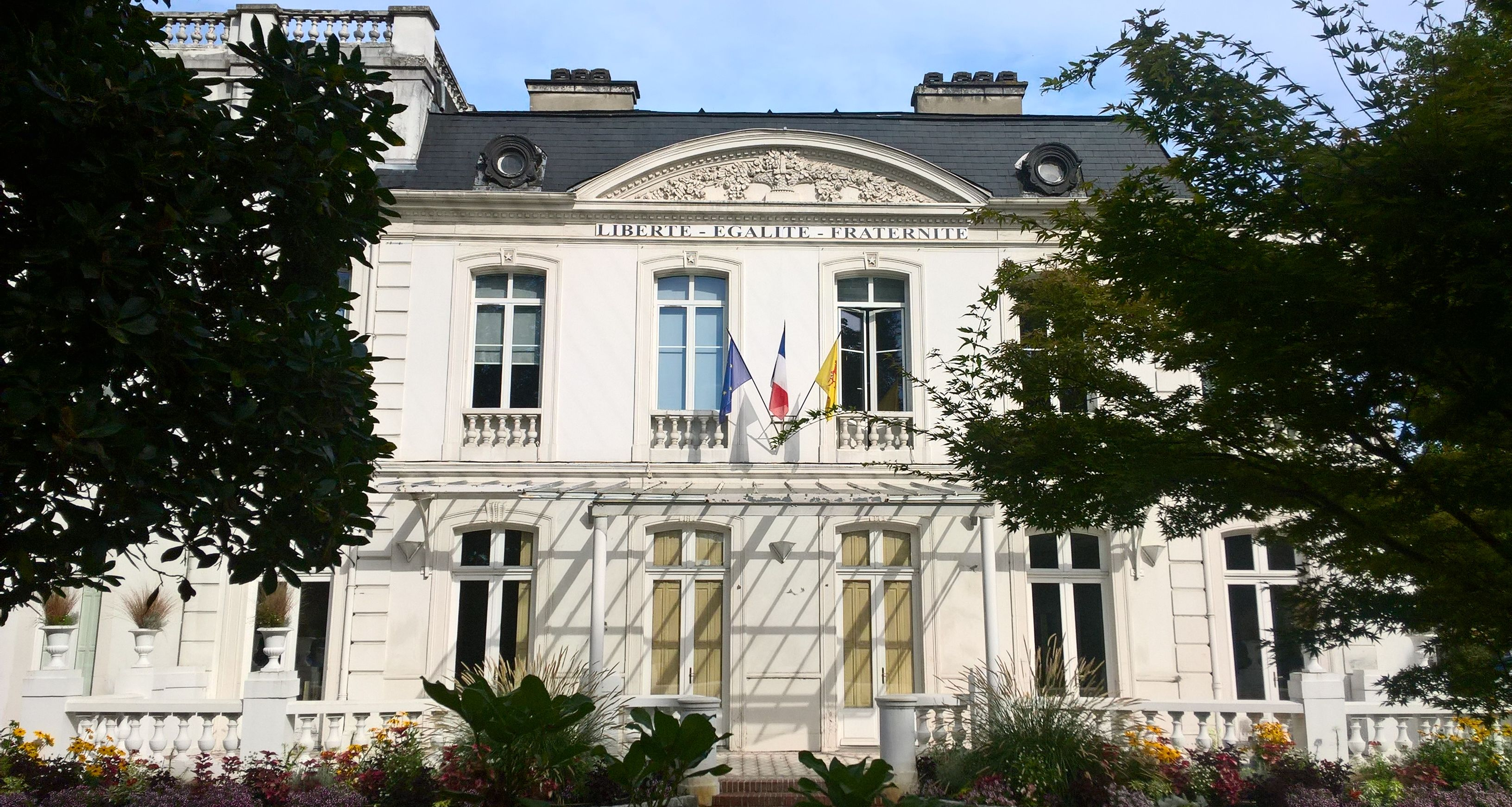
比耶尔市政厅

比耶尔的现任市长为让-伊夫·拉拉纳先生（Jean-Yves Lalanne），他是社会党的一名成员，在2020年的市政选举中获得了61.93%的支持率。
在2017年的法国总统大选中，法国第25任总统埃马纽埃尔·马克龙在比耶尔获得了75.23%的支持率。

## 人口
2018年，比耶尔市镇人口数量为12,628，在法国排名第771位。其中男性5,904人，女性6,900人，75岁及以上人口占10.6%，外籍人口数量为3,646人，人口密度为2,763人/平方公里，当地居民被称为（男性）或（女性）。2019年，比耶尔境内出生170人，死亡人口165人。
| 年份   | 1936  | 1946  | 1954  | 1962  | 1968   | 1975   | 1982   | 1990   | 1999   | 2006   | 2011   | 2016   | 2018   |
| ------ | ----- | ----- | ----- | ----- | ------ | ------ | ------ | ------ | ------ | ------ | ------ | ------ | ------ |
| 人口數 | 1,930 | 2,358 | 3,082 | 7,289 | 13,382 | 14,657 | 13,138 | 12,570 | 13,398 | 13,241 | 13,343 | 12,964 | 12,628 |

## 经济
比耶尔是波城城市圈重要组成部分，当地共有各类用人单位1,667家，平均历史为14年，其中99.27%为中小型企业（PME）。（汽车销售）、（食品销售）及（电力设备安装）是当地2019年营业额最高的三个企业，分别为121,837,012欧元、19,866,104欧元和6,250,200欧元。

## 财政收入
2019年，比耶尔的财政收入总额为15,020,000欧元，财政支出总额为13,824,600欧元，当年的债务总额为13,036,000欧元。2020年，比耶尔共获得1,499,292欧元的国家财政补助，比上一年减少了0.04%。
2017年，比耶尔的人均月收入总额为2,060欧元，其中高级职员为3,648欧元，低于法国平均水平（4,214欧元）；中级职员为2,321欧元，低于法国平均水平（2,353欧元）；普通职员为1,615欧元，亦低于法国平均水平（1,690欧元）。
2017年，比耶尔境内的青壮年（15至64岁）失业率为14.8%，当地49.6%的家庭拥有纳税资格，平均纳税2,396欧元，低于法国平均水平（3,888欧元）。

## 社会事务

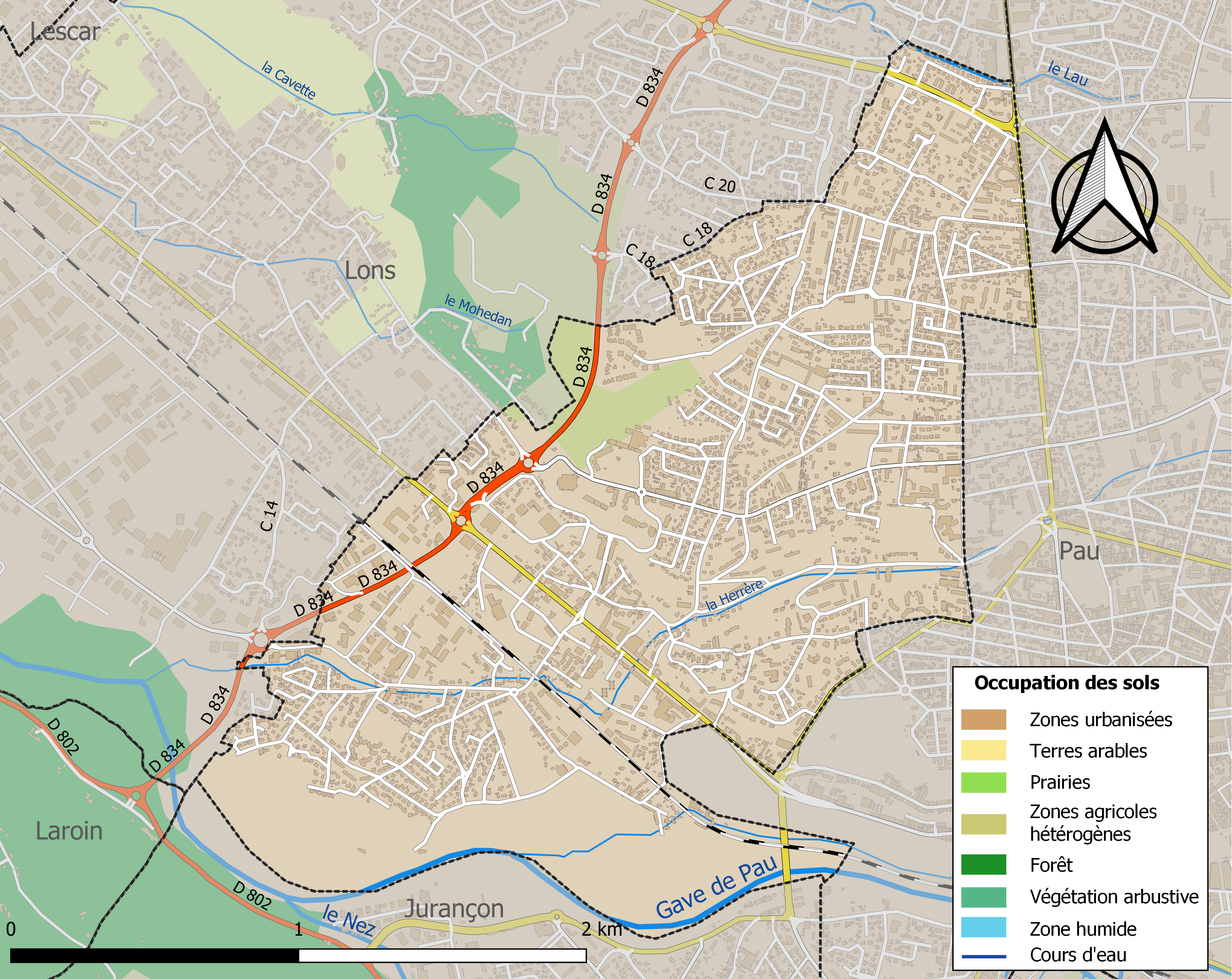
比耶尔土地利用地图

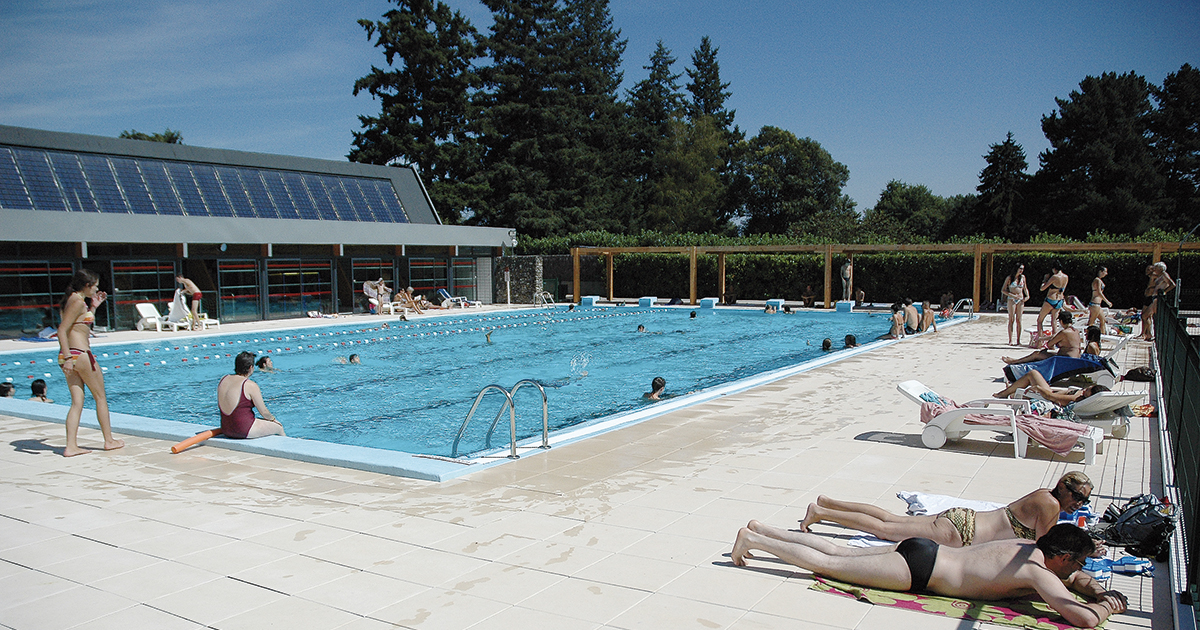
比耶尔游泳池

### 教育
比耶尔属于波尔多学区。截止2019年1月1日，比耶尔境内共有4所幼儿园、5所小学和1所初级中学。2018至2019学年度，比耶尔境内共有在校中等教育阶段学生674名。

### 医疗
截止2019年1月1日，比耶尔境内共有全科医生25名、保健师18名、牙医16名、护士15名、助产士1名和儿科医生1名。境内共有药房6家、养老院4家。
比耶尔是“波城中心医院”（Centre Hospitalier de Pau）的服务范围，后者是法国的一个区域性医疗机构，设有床位838个，是当地规模最大的公立综合性医院。

### 住房
2017年，比耶尔境内共有各类住房8,068套，其中26.8%为独立式居民区，72.7%为集中式居民区。常住房屋占比耶尔市镇范围内居民建筑总量的87.9%。
在住房保障政策方面，2017年，比耶尔境内共有1,854户家庭获得了住房经济补助，受益人数占总人口数量的14.5%，其中1,766份为房租补助。

### 商业
2019年，比耶尔境内共有各类实体商铺227家，其中餐厅17家、大型超市1家、杂货店1家、面包房8家、肉铺1家、书店1家、装饰品店1家、银行门店9家、美容美发店17家、汽车维修店16家。市区建有一处Intermarché超市和一家家乐福超市。

### 体育
2019年，比耶尔境内共有1家游泳池、2间体育馆、1座综合体育场、10处网球场、4处足球或橄榄球场、4处篮球或排球场以及1处高尔夫球场。
截至2021年5月，比耶尔境内共有两家注册足球俱乐部，均参加地方足球联赛。

### 环境
比耶尔的环境事务由其所属的公共社区负责。2019年，比耶尔境内共有1家污染企业。

### 治安
2014年，比耶尔及附近地区共发生各类案件7,070起，其中盗窃类案件4,738起，经济类案件736起，毒品交易类案件239起。

## 文化
2019年，比耶尔境内暂无任何文化设施。

### 建筑

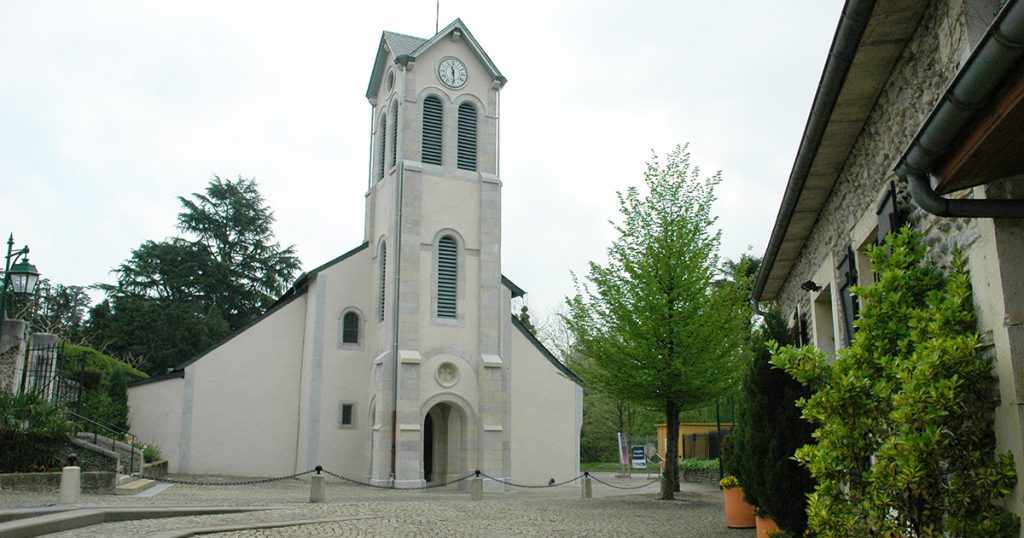
圣洛朗教堂

市政图书馆、圣洛朗教堂等为比耶尔的代表性建筑物。

### 旅游
比耶尔的旅游事务由其所属的公共社区负责。2020年，比耶尔境内暂无任何游客接待设施。

### 媒体
法国主要的媒体均可在比耶尔接收，法国电视三台下属的新阿基坦大区频道在部分时段播出比耶尔所属区域的地方新闻。

## 友好城市
截至2021年5月，比耶尔共与三座城市互为友好城市关系：
- 德国 彼得斯贝格
- 西班牙 萨维尼亚尼戈
- 马达加斯加 蘇阿維南德里亞納